# 出生主義
出生主義（出生奨励主義または英語: natalism、pronatalism、pro-birth）は、人間の生殖を促進し高い出生率を支持する政策パラダイムまたは個人的価値観である。国連によれば、出生奨励政策を採用する国の割合は、2005年の20%から2019年には28%に増加した。
natalismという単語は、信念そのものとの関連においては、1971年にフランス語のnataliste（フランス語のnatalité、出生率に由来する）から派生したものである。natalism（出生主義）は、pro-natalism（出生奨励主義）とも呼ばれる。これは、anti-natalism（反出生主義）との対比を明確にするため、「pro-」（賛成・支持）を付加し、「出生主義を支持する」という語義を強調した表現である。

## 動機
一般に、出生主義は、社会的理由および人類の存続を確保する上で望ましいものとして、出産と子育てを促進する。一部の哲学者たちは、人間が子供を産まなければ人類は絶滅するであろうと指摘している。

### 宗教
多くの宗教は出産を奨励しており、信者の信仰心は時に高い出生率と相関することがある。ユダヤ教、イスラム教、末日聖徒イエス・キリスト教会やカトリック教会を含むキリスト教の主要な宗派は、出産を奨励している。1979年のある研究論文は、アーミッシュの人々が1家族あたり平均6.8人の子供を持つことを示した。一部の保守的なプロテスタントの間では、子供を多く産むことを奨励するQuiverfull運動が大家族を擁護し、子供を神からの祝福と見なしている。
したがって、より伝統主義的な枠組みに固執する人々は、中絶や避妊へのアクセスを制限しようと試みることもある。例えば、1968年のパウロ6世が著した回勅『フマネ・ヴィテ（人間の生命）』は、人工避妊を批判し、出生主義的な立場を主張した。

### 政治的思想
2020年代初頭頃から、「世界的な人口崩壊」の脅威は、裕福なテクノロジーおよびベンチャーキャピタル関係者の間、そして右派の間で注目を集めるようになった。ヨーロッパでは、ハンガリーのオルバーン・ヴィクトル首相が、出生主義を彼の政治綱領の重要な柱としている。米国では、主要人物として、Natal Conferenceの主催者であるKevin Dolan、Pronatalist.orgの創設者であるSimone and Malcolm Collins、そして世界的な出生率について繰り返し自身の公開プラットフォームXで議論しているイーロン・マスクなどが挙げられる。
出生主義を支持する右派の人々は、出生率の低下は、経済の停滞、イノベーションの減少、高齢化による社会システムへの持続不可能な負担につながる可能性があると主張している。この運動は、出生率の大幅な増加がなければ、文明の持続可能性が危機に瀕する可能性があると示唆している。イーロン・マスクは、出生率の低下を地球温暖化よりも「はるかに大きなリスク」と呼んでいる。

### 他の集団
アフリカ南部のクンサン族は避妊を行っていない、とされている。

### 子供を持つ意図
子供を持つ意思は、実際に子供を持つ上で重要な出生力因子であるが、すぐにまたは2、3年以内に子供を持つことを意図している子供のいない個人は、長期的に子供を持つことを意図している人よりも、一般的に成功する可能性が高い。子供を持つ意思には、以下のような多くの決定要因がある。
- 家族規模の選好。これは、成人初期までの子供たちの選好に影響を与える[36]。同様に、拡大家族は出生意図に影響を与え、甥や姪の数が増えると、子供の希望数が増える[37][38]。これらの影響は、モルモン教徒や現代イスラエルの人口統計において観察されることがある。
- 親族や友人からのもう一人子供を持つようにという社会的圧力[39][40][41]。例えば、全体的な文化的規定性など。
- 社会的支援。しかし、西ドイツの研究では、全く支援を受けていない男性と、多くの人々から支援を受けている男性の両方で、もう一人子供を持つことを意図する確率が低いという結論に達した。後者は、おそらく調整上の問題に関連している[42]。
- 幸福感。より幸福な人はより多くの子供を欲しがる傾向がある[43]。しかし、他の研究では、子供を持つ、あるいは持たないという選択の社会的受容性が、生殖に関する決定において重要な役割を果たしていることが示されている[44][45][46][47][48]。選択または偶然によって子供がいない人々に伴う社会的スティグマ、疎外感、さらには家庭内暴力は、彼らのコミュニティ内における幸福感や帰属意識に大きな影響を与えている[49][50][51][52]。
- 安定した住宅状況[53]、そしてより一般的には、全体的な経済的安定感。

## 出生主義的な政策

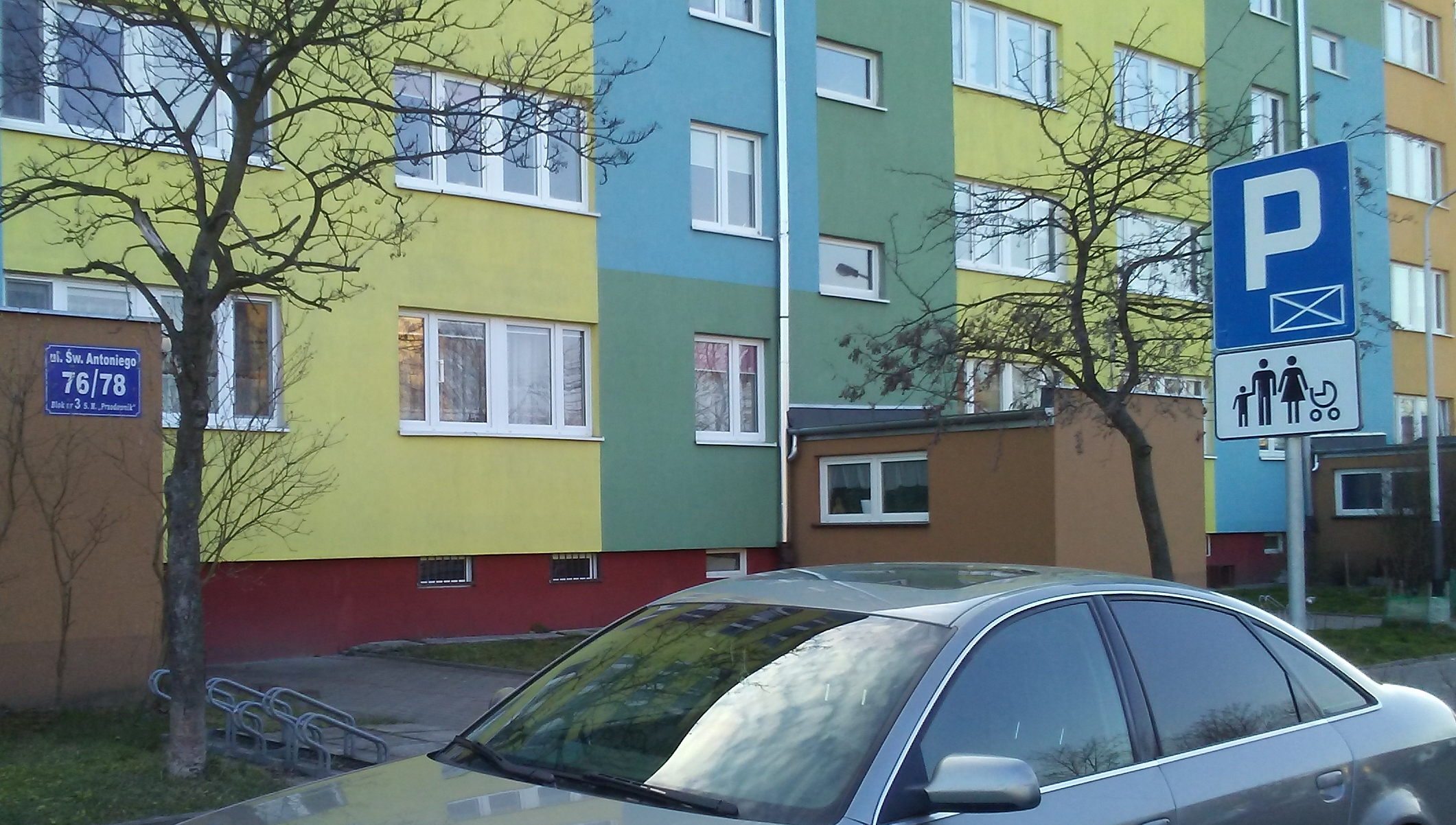
子供連れの家族のための駐車場、住宅街。 ポーランド、トマシュフ・マゾビエツキ

公共政策における出生主義は、一般的に、子供を持つことや養育することを奨励する税制上の優遇措置などを提供することにより、人口減少社会を改善するための経済的および社会的インセンティブを作り出すことを目指す。国家的な取り組みの一環として、国民に大家族を持つことを奨励するインセンティブを提供している国もある。インセンティブには、一時的な出産祝い金、継続的な児童手当の支給、または減税などが含まれる場合がある。子供が少ない人に対して罰金や課税をする国もある。日本、シンガポール、韓国などの一部の国は、介入主義的な出生主義政策を実施、または実施しようとしており、自国民の間で大家族を持つことを奨励している。
有給の育児休暇および父親の育児休暇制度も、インセンティブとして利用できる。例えば、スウェーデンは、両親が子供一人につき16か月の有給休暇を取得する権利があり、その費用は雇用主と国の両方で分担するという、寛大な育児休暇制度を設けている。しかし、それは期待通りには機能していないようである。これは、出生率の低下には、経済的要因だけでなく、社会文化的要因も複雑に絡み合っていることを示唆している。

### ポスト共産主義国による出生主義的な政策

#### ロシア
ソビエト時代には、出生主義的な思考が一般的であった。1920年代における厳格な共産主義教義への短期間の固執と、政府による医療提供と相まって子供を共同で養育しようとする試みの後、ソビエト政府は新伝統主義へと転換した。家族的価値観と禁酒を促進し、中絶を禁止し、離婚を困難にし、無責任な親を嘲笑の対象とする出生主義的な理想を推進したのである。女性の雇用機会の拡大は、1930年代に人口危機を引き起こし、政府は2歳児からの保育へのアクセスを拡大した。大祖国戦争後、男女比の偏りは、子供を持つ女性または妊娠中の女性への追加の経済的支援を促した。出産奨励と雇用および給与の維持を伴う長期の産休にもかかわらず、近代化は依然として出生率を1970年代まで低下させ続けた。
1991年のソビエト連邦崩壊に伴い、出生率は大幅に低下した。2006年、ウラジーミル・プーチンは人口統計を重要な課題とし、直接的な金銭的報酬と社会文化的政策の2つのアプローチを導入した。前者の注目すべき例は、母親資本プログラムである。このプログラムでは、女性は住宅の改善または子供の教育にのみ使用できる補助金（退職のために貯蓄することもできる）が支給される。

#### ハンガリー
2019年、ハンガリーのヴィクトル・オルバーン政権は、金銭的なインセンティブ（3人以上の子どもを持つ母親に対する税金の免除、ローン返済の軽減、融資への容易なアクセスなどを含む）を発表し、保育園と幼稚園へのアクセスを拡大した。

## 批判
出生主義は、人権および環境の観点から批判されてきた。ほとんどの反出生主義者、マルサス主義者、リプロダクティブ ・ライツ擁護者、環境保護主義者は、出生主義を生殖に関する不正義、人口増加、生態学的オーバーシュートの要因と見なしている。政治においては、ジャーナリストが出生主義運動を極右の優生学と結びつけている。